# Moïse Pain et Vin

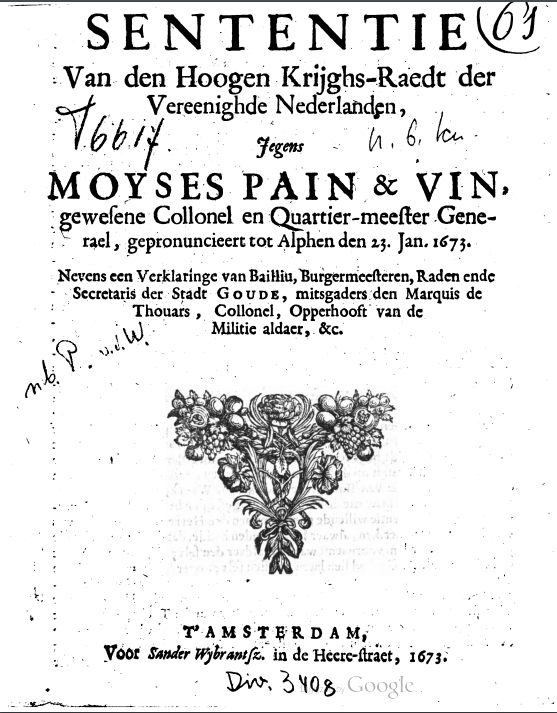
Sententie Van den Hoogen Krijghs-Raedt der Vereenighde Nederlanden, Jegens Moyses Pain & Vin, gewesene Collonel en Quartier-meester Generael, gepronuncieert tot Alphen den 23. Ian. 1673

Moïse (ook: Moyses, Moijses of Mozes) Pain et Vin (ook: Pain-et-Vin) (?, 1626/1627 - geëxecuteerd te Alphen aan den Rijn, 23 januari 1673) was een Nederlands kolonel in dienst van de Republiek der Verenigde Nederlanden.

## Levensloop
Over de afstamming van Mozes Pain et Vin is weinig bekend. Mogelijk was hij een uitgeweken Franse hugenoot. Waarschijnlijk sloot hij zich als militair aan bij het huurlingenleger van de Republiek der Verenigde Provinciën. Op 9 juni 1652 huwde hij als Moyses Pain et Vin, vaandrig in de Compagnie van kapitein Alowa, te Maastricht Anna Maria Rietraet, afkomstig uit een Maastrichts magistratengeslacht. Waarschijnlijk woonde het gezin Pain et Vin-Rietraet toen in de stad, maar bezat het tevens het buitenhuis Severen te Amby (bij Maastricht). In 1653 werd de oudste zoon Lambert te Maastricht gedoopt in de Waalse Kerk. Zeventien jaar later, in 1669, werd een dochter, Sibilla Elisabeth, eveneens gedoopt in de Waalse Kerk.  Ongetwijfeld zijn er meer kinderen geweest, maar slechts een daarvan is met name bekend: Johan Pain et Vin, 'capitein ten dienste van de Verenigde Nederlanden'.
Moses Pain et Vin doorliep een militaire carrière bij het Staatse leger. Duidelijk is dat hij, in  tegenstelling tot zijn gezin, niet altijd in Maastricht heeft gewoond, maar er wel, indien mogelijk, terugkeerde. Op 3 september 1664 werd hij, 37 jaar oud, vanuit 's-Gravenhage ingeschreven als 'nieuwe burger' van Maastricht, de stad waar hij twaalf jaar eerder reeds gelegerd en getrouwd was. Hij werd ingeschreven onder het kremersambacht, een verzamelambacht voor handelaren en neringdoenden. Was hij op dat moment niet in actieve dienst? Dat zou dan niet lang duren. 
In 1665 werd hij aangesteld als kwartiermeester-generaal van de infanterie. In 1668 kreeg hij de opdracht de kwartieren voor zes regimenten, tussen Steenbergen en Bergen op Zoom gelegen, bij provisie te ordonneren. Twee jaar later, in 1670, werd hij kwartiermeester-generaal van het hele Staatse leger.
Tijdens het Rampjaar, 1672, was Pain et Vin bevelhebber van de Staatse troepen bij Nieuwerbrug. In de nacht van 27 december 1672 konden ca. 3.500 Franse soldaten bij Zegveld en het riviertje De Meije de bevroren Hollandse Waterlinie oversteken. Op 29 december 1672 trokken daarop de Hollandse troepen onder leiding van Pain et Vin richting Gouda en Leiden. Volgens de overlevering waren zij in paniek  Volgens een andere bron liet Pain et Vin zijn soldaten aan hun lot over.
De Fransen plunderden ongestoord Zwammerdam en Bodegraven. Toen het vervolgens begon te dooien wilden zij zich terugtrekken richting Utrecht, maar dat bleek niet meer mogelijk langs de eerder genomen route. Omdat de Staatse troepen zich hadden teruggetrokken, konden de Fransen langs de dijken van Oude Rijn terug. Terug in Woerden werden zij ingekwartierd en voerden een schrikbewind, met executies, plunderingen en uitbuiting van de bevolking. Diverse auteurs stelden later dat, indien Pain et Vin op zijn post was gebleven, hij de Fransen, die in de val zaten, had kunnen tegenhouden.
Kolonel Pain et Vin werd voor een krijgsraad te velde gebracht, die hem veroordeelde tot een levenslange gevangenisstraf en verbeuring van zijn ambt en vermogen. De net benoemde, 22-jarige stadhouder Willem III wilde dat vonnis niet onderschrijven en eiste uitdrukkelijk zijn doodvonnis. Daarom stelde de prins een nieuwe rechtbank samen. Deze veroordeelde Pain et Vin tot de doodstraf. Pain et Vin werd onthoofd ("onthalsd") op 23 januari 1673, maar hield tot het laatste moment vol, dat hij opdracht had gekregen voor de terugtocht en slechts zijn orders had uitgevoerd.
Lange tijd werd de veronderstelde lafheid van de kolonel hoog gespeeld, gedreven door de jonge stadhouder, die er een mogelijkheid in zag de weinig standvastige Staatse troepen tot groter ijver te motiveren. De doodstraf van deze hoog geplaatste kolonel schijnt van niet geringe invloed te zijn geweest op de moed die de legers van Willem III nadien ten toon spreidden. In de Canon van Nederland wordt Pain et Vin echter expliciet als zondebok van het Rampjaar aangeduid. Ook in de tijd zelf gingen al stemmen op, dat Pain et Vin tot zondebok was gemaakt. Sommigen vonden dat generaal Königsmarck meer blaam trof, omdat hij opdracht had gegeven tot terugtrekking toen hij hoorde, dat de Fransen, onder leiding van Luxembourg in aantocht waren. Köningsmarck werd echter niet gestraft. Enig eerherstel kreeg Pain et Vin, toen er korte tijd later een klein fort bij Nieuwerbrug naar hem werd genoemd.